# Un drame au cirque (roman)
Pour l’article homonyme, voir Un drame au cirque.
 (octobre 2024).
Si vous disposez d'ouvrages ou d'articles de référence ou si vous connaissez des sites web de qualité traitant du thème abordé ici, merci de compléter l'article en donnant les références utiles à sa vérifiabilité et en les liant à la section « Notes et références ».
Un drame au cirque (titre en italien : Cinque mosche assassine) est un roman d'Edward Jones de la série « Le Trio de la Tamise », paru en 1977 en Italie et publié en France dans la Bibliothèque verte en 1982 (avec une traduction de Josette Gontier et des illustrations de François Dermaut).

## Résumé
Le Trio de la Tamise (Dave, Ted et Cathy) fait la connaissance du jeune Hakim, qui travaille dans un cirque en tant que fakir apprenti. Les jeunes gens sympathisent avec le jeune garçon, mais un drame va avoir lieu durant leur présence : le père du garçon décède brutalement, d'un arrêt cardiaque selon le médecin qui vient examiner le corps.
Mais la présence de petits trous dans le corps du défunt laisse à penser que la mort n'est peut-être pas naturelle.
L'enquête du trio s'oriente vers une tentative d'assassinat.
La fin du roman permet de savoir que le père de Hakim a été assassiné. Le meurtrier a inoculé une maladie foudroyante à l'aide de la mouche tsé-tsé (Glossina morsitans). L'homme est arrêté, et Hakim va pouvoir continuer çà vivre avec son grand-père, qui était le second sur la liste du tueur.